# Uromyces macnabbii
Uromyces macnabbii är en svampart som beskrevs av Cummins 1971. Uromyces macnabbii ingår i släktet Uromyces och familjen Pucciniaceae.   Inga underarter finns listade i Catalogue of Life.